# Nicolás González (cầu thủ bóng đá, sinh 1998)
Nicolás Iván "Nico" González (phát âm tiếng Tây Ban Nha: [nikoˈlas iˈβaŋ ɡonˈsales]; sinh ngày 6 tháng 4 năm 1998) là một cầu thủ bóng đá chuyên nghiệp người Argentina hiện đang thi đấu ở vị trí tiền vệ cánh cho câu lạc bộ Serie A Juventus theo dạng cho mượn từ Fiorentina và đội tuyển bóng đá quốc gia Argentina.
Khởi đầu sự nghiệp vào năm 2016 trong màu áo Argentinos Juniors, anh đã có bước đột phá vào năm 2018 khi chuyển sang thi đấu cho câu lạc bộ VfB Stuttgart, nơi anh cùng các đồng đội về nhì trong mùa giải 2019–20 tại Bundesliga 2. Năm 2021, anh chuyển sang thi đấu trong màu áo Fiorentina và cùng các đồng đội hai lần giành ngôi á quân của UEFA Conference League, cũng như giành vị trí tương tự tại Coppa Italia.
Sau khi cùng đội tuyển U-23 Argentina giành huy chương vàng môn bóng đá nam tại Đại hội Thể thao Liên châu Mỹ vào năm 2019, González có trận ra mắt đầu tiên trong màu áo đội tuyển Argentina chuyên nghiệp vào cùng năm đó khi đối đầu với đội tuyển Ecuador trong trận giao hữu. Xuyên suốt sự nghiệp thi đấu cho đội tuyển quốc gia, anh đại diện cho đất nước tham dự Copa America 2021, giải đấu mà anh cùng với các đồng đội lên ngôi vô địch sau 28 năm. Anh cũng là thành viên trong đội tuyển tham dự và vô địch siêu cúp Liên lục địa CONMEBOL–UEFA 2022, cũng như có tên trong đội hình tham dự Copa America 2024.

## Thống kê sự nghiệp

### Câu lạc bộ
Tính đến ngày 2 tháng 6 năm 2024
| Câu lạc bộ          | Màu giải            | Giải đấu                   | Giải đấu | Giải đấu | Cúp quốc gia | Cúp quốc gia | Châu lục | Châu lục | Khác | Khác | Tổng cộng | Tổng cộng |
| Câu lạc bộ          | Màu giải            | Hạng                       | Trận     | Bàn      | Trận         | Bàn          | Trận     | Bàn      | Trận | Bàn  | Trận      | Bàn       |
| ------------------- | ------------------- | -------------------------- | -------- | -------- | ------------ | ------------ | -------- | -------- | ---- | ---- | --------- | --------- |
| Argentinos Juniors  | 2016–17             | Primera B Nacional         | 20       | 4        | 2            | 0            | —        | —        | 0    | 0    | 22        | 4         |
| Argentinos Juniors  | 2017–18             | Argentine Primera División | 24       | 7        | 1            | 0            | —        | —        | 0    | 0    | 25        | 7         |
| Argentinos Juniors  | Tổng cộng           | Tổng cộng                  | 44       | 11       | 3            | 0            | —        | —        | 0    | 0    | 47        | 11        |
| VfB Stuttgart       | 2018–19             | Bundesliga                 | 30       | 2        | 1            | 0            | —        | —        | 2    | 0    | 33        | 2         |
| VfB Stuttgart       | 2019–20             | 2. Bundesliga              | 27       | 14       | 2            | 1            | —        | —        | —    | —    | 29        | 15        |
| VfB Stuttgart       | 2020–21             | Bundesliga                 | 15       | 6        | 2            | 0            | —        | —        | —    | —    | 17        | 6         |
| VfB Stuttgart       | Tổng cộng           | Tổng cộng                  | 72       | 22       | 5            | 1            | —        | —        | 2    | 0    | 79        | 23        |
| Fiorentina          | 2021–22             | Serie A                    | 33       | 7        | 6            | 1            | —        | —        | —    | —    | 39        | 8         |
| Fiorentina          | 2022–23             | Serie A                    | 24       | 6        | 5            | 2            | 13       | 6        | —    | —    | 42        | 14        |
| Fiorentina          | 2023–24             | Serie A                    | 29       | 12       | 2            | 0            | 13       | 4        | 0    | 0    | 44        | 16        |
| Fiorentina          | Tổng cộng           | Tổng cộng                  | 86       | 25       | 13           | 3            | 26       | 10       | 0    | 0    | 125       | 38        |
| Tổng cộng sự nghiệp | Tổng cộng sự nghiệp | Tổng cộng sự nghiệp        | 202      | 58       | 21           | 4            | 26       | 10       | 2    | 0    | 251       | 72        |

### Quốc tế
Tính đến ngày 14 tháng 7 năm 2024
| Đội tuyển quốc gia | Năm       | Trận | Bàn |
| ------------------ | --------- | ---- | --- |
| Argentina          | 2019      | 3    | 0   |
| Argentina          | 2020      | 2    | 2   |
| Argentina          | 2021      | 10   | 0   |
| Argentina          | 2022      | 6    | 1   |
| Argentina          | 2023      | 9    | 2   |
| Argentina          | 2024      | 9    | 0   |
| Tổng cộng          | Tổng cộng | 39   | 5   |

Tính đến ngày 12 tháng 9 năm 2023.
Bàn thắng và kết quả của Argentina được để trước.
| STT | Ngày                 | Địa điểm                                                             | Số trận | Đối thủ   | Bàn thắng | Kết quả | Giải đấu                      |
| --- | -------------------- | -------------------------------------------------------------------- | ------- | --------- | --------- | ------- | ----------------------------- |
| 1   | 12 tháng 11 năm 2020 | La Bombonera, Buenos Aires, Argentina                                | 4       | Paraguay  | 1–1       | 1–1     | Vòng loại FIFA World Cup 2022 |
| 2   | 17 tháng 11 năm 2020 | Sân vận động quốc gia, Lima, Peru                                    | 5       | Perú      | 1–0       | 2–0     | Vòng loại FIFA World Cup 2022 |
| 3   | 25 tháng 3 năm 2022  | La Bombonera, Buenos Aires, Argentina                                | 18      | Venezuela | 1–0       | 3–0     | Vòng loại FIFA World Cup 2022 |
| 4   | 28 tháng 3 năm 2023  | Sân vận động Único Madre de Ciudades, Santiago del Estero, Argentina | 22      | Curaçao   | 2–0       | 7–0     | Giao hữu                      |
| 5   | 12 tháng 9 năm 2023  | Sân vận động Hernando Siles, La Paz, Bolivia                         | 25      | Bolivia   | 3–0       | 3–0     | Vòng loại FIFA World Cup 2026 |